# BTS Bon Voyage
《BTS Bon Voyage》(BTS 본보야지)는 대한민국의 보이그룹 방탄소년단의 자유로운 여행기를 담은 리얼리티 프로그램이다.

## 소개
BTS Bon Voyage는 방탄소년단의 본격 여행 리얼리티 예능이다. 2016년부터 시작했으며, 2020년 6월 기준으로, 시즌 4까지 방영되었다.
시즌 1~3은 V LIVE에서 시즌 4는 위버스나 위버스 샵에서 구매하여 볼 수 있다.

## 출연
- 방탄소년단
  - RM
  - 진
  - 슈가
  - 제이홉
  - 지민
  - 뷔
  - 정국